# Měnič frekvence
Měnič frekvence (dříve také měnič kmitočtu) je zařízení, které slouží k přeměně elektrického proudu s určitou frekvencí na elektrický proud s jinou frekvencí.
Velmi častým důvodem k nasazení měniče frekvence bývá potřeba plynulá regulace otáček asynchronního elektromotoru. Dříve se ke změně otáček elektromotoru používalo Ward Leonardovo soustrojí (pohon – dynamo – stejnosměrný motor).
Tyto měniče prodělaly od konce šedesátých let bouřlivý vývoj. Obzvlášť vývoj techniky mikroprocesorů a polovodičů, i ceny těchto součástek, vyvolaly velké pokroky v uspořádání a funkcích měničů frekvence. Základní principy však zůstaly stejné. Měnič frekvence lze rozdělit na čtyři hlavní části: usměrňovač, meziobvod, střídač a řídicí mikropočítač.

## Konstrukce

### Usměrňovač
Usměrňovač se připojí na síť střídavého trojfázového napětí a vytvoří pulzující stejnosměrné napětí. Existují dva základní typy usměrňovačů:
- řízené
- neřízené

### Meziobvod
Existují tři typy provedení meziobvodu:
- Meziobvod, který přemění napětí usměrňovače na stejnosměrný proud.
- Meziobvod, který pulzující stejnosměrné napětí stabilizuje, případně vyhladí a dá k disposici střídači.
- Meziobvod, který konstantní stejnosměrné napětí usměrňovače upraví na proměnné.

K DC meziobvodu se někdy doplňuje spínaný brzdový odpor, pokud využíváme měnič i k brzdění pohonů, kde je naakumulovaná větší energie (rotační, polohová apod.), nebo kde se brzdění děje často. V mnoha aplikacích krátkodobé přepětí od brzdění v DC meziobvodu nevadí nebo se mu vyhneme pozvolným snižováním otáček (rampou), aby se energie přirozeně zmařila v mechanických ztrátách.

### Střídač
Ve střídači se vytváří frekvence motorového napětí. Další typ střídače přetváří nejen stejnosměrné napětí na střídavé napětí s proměnnou frekvencí, ale reguluje i jeho velikost. Velmi často jsou jako spínací prvky využívány IGBT.

### Elektronika řídicího mikropočítače
Elektronika řídicího mikropočítače může přijímat a vysílat signály z usměrňovače, meziobvodu i střídače. Které části budou jak řízeny, je závislé na konstrukci jednotlivého měniče frekvence.
Pro všechny měniče frekvence platí společně, že řídící obvod otevírá a zavírá polovodičové spínače řídícími signály. Toto schéma zapojení může být vytvořeno podle rozdílných principů. Měniče frekvence se rozdělují podle způsobu řízení spínacích prvků střídače. Měnič může být skalární nebo vektorový, se zpětnou vazbou se snímačem otáček, popř. polohy nebo bez.
Obvykle zajišťuje řídící počítač i další funkce, jako je uživatelské rozhraní pro nastavení mnoha parametrů měniče, možnost autonomní regulace (např. implementovaný PID regulátor), zabudované digitální a analogové vstupy a výstupy, ochranu před přetížením, měření různých provozních veličin atd.

### Jiné varianty
Pro úplnost nutno ještě vzpomenout typ měniče bez meziobvodu (měnič přímý). Tento se nasazuje v oblasti MW-výkonů. Přitom se vytváří přímo z 50 Hz sítě nízkofrekvenční síť. Maximální výstupní frekvence je přibližně asi 30 Hz. Jiným druhem velmi výkonových měničů jsou vysokonapěťové měniče, kde za vstupním transformátorem s desítkami plovoucích sekundárních vinutí jsou do série zapojeny jednotlivé měničové moduly (s vlastními usměrňovači, mezioobvody i střídači). S ohledem na maximální napětí měničového modulu (např. 1 kV) je možno sériovým spojením příslušného počtu modulů dosahovat potřebného výstupního napětí (např. 6 nebo 10 kV)